# 費爾維尤 (印地安納州拉什縣)
費爾維尤（英語：Fairview）是位於美國印地安納州費耶特縣的一個非建制地區。該地的面積和人口皆未知。